# Крысиные восьмизубы
Крысиные восьмизубы (лат. Aconaemys) — род южноамериканских грызунов семейства восьмизубовые.

## внешний вид и строение
Длина головы и тела: 135—187 мм, хвоста: 51—80 мм. Этот скальный грызун приспособлен к рытью, о чём свидетельствует и тот факт, что хвост значительно короче, чем голова и тело.

## Среда обитания
Крысиные восьмизубы встречаются в высокогорных районах Анд и в прибрежных горах на территории Чили и Аргентины. Живут как на открытой местности, так и в лесах и прячутся как под кустами, так и под деревьями.

## Поведение
Выкапывают сложные, хотя и неглубокие системы нор, предпочитая хорошо дренированные почвы вблизи скальных выходов и валунов. Входы находятся на уровне земли и связаны многочисленными разветвлёнными тоннелями. Входы также связаны поверхностными тропками, которые либо открытые либо частично скрыты растительностью. В середине XIX века крысиные восьмизубы, как сообщается, были широко распространены на прибрежных склонах Анд и их норы создавали опасность для лошадей и всадников.

## Виды
- Чилийский крысиный восьмизуб (Aconaemys fuscus)
- Aconaemys porteri
- Восьмизуб Сейджа (Aconaemys sagei)